# Колібрі-коронет пурпуровий
Колі́брі-коронет пурпуровий (Boissonneaua jardini) — вид серпокрильцеподібних птахів родини колібрієвих (Trochilidae). Мешкає в Колумбії і Еквадорі. Вид названий на честь шотландського натураліста і орнітолога Вільяма Джардіна.

## Опис

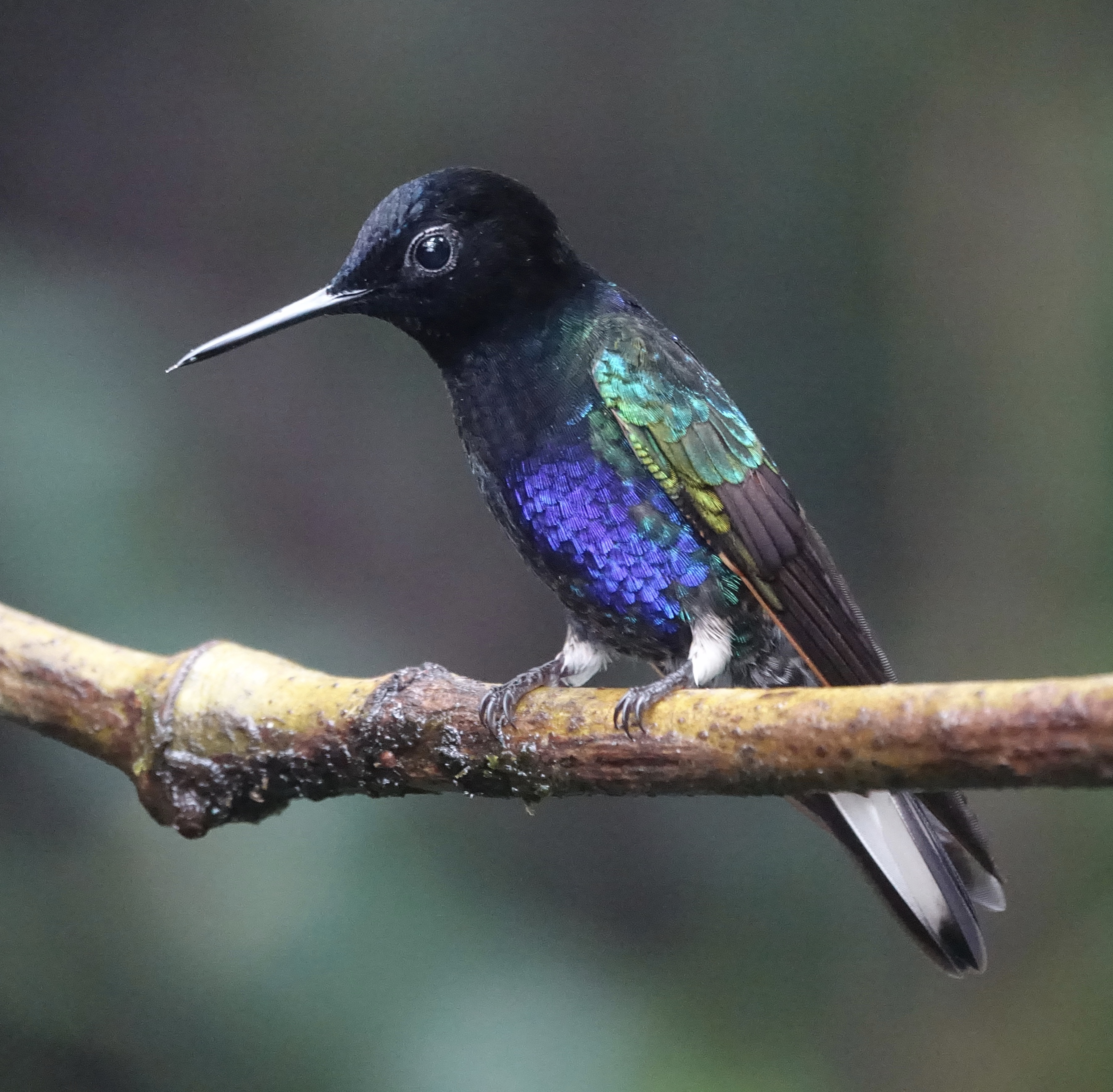
Пурпуровий колібрі-коронет

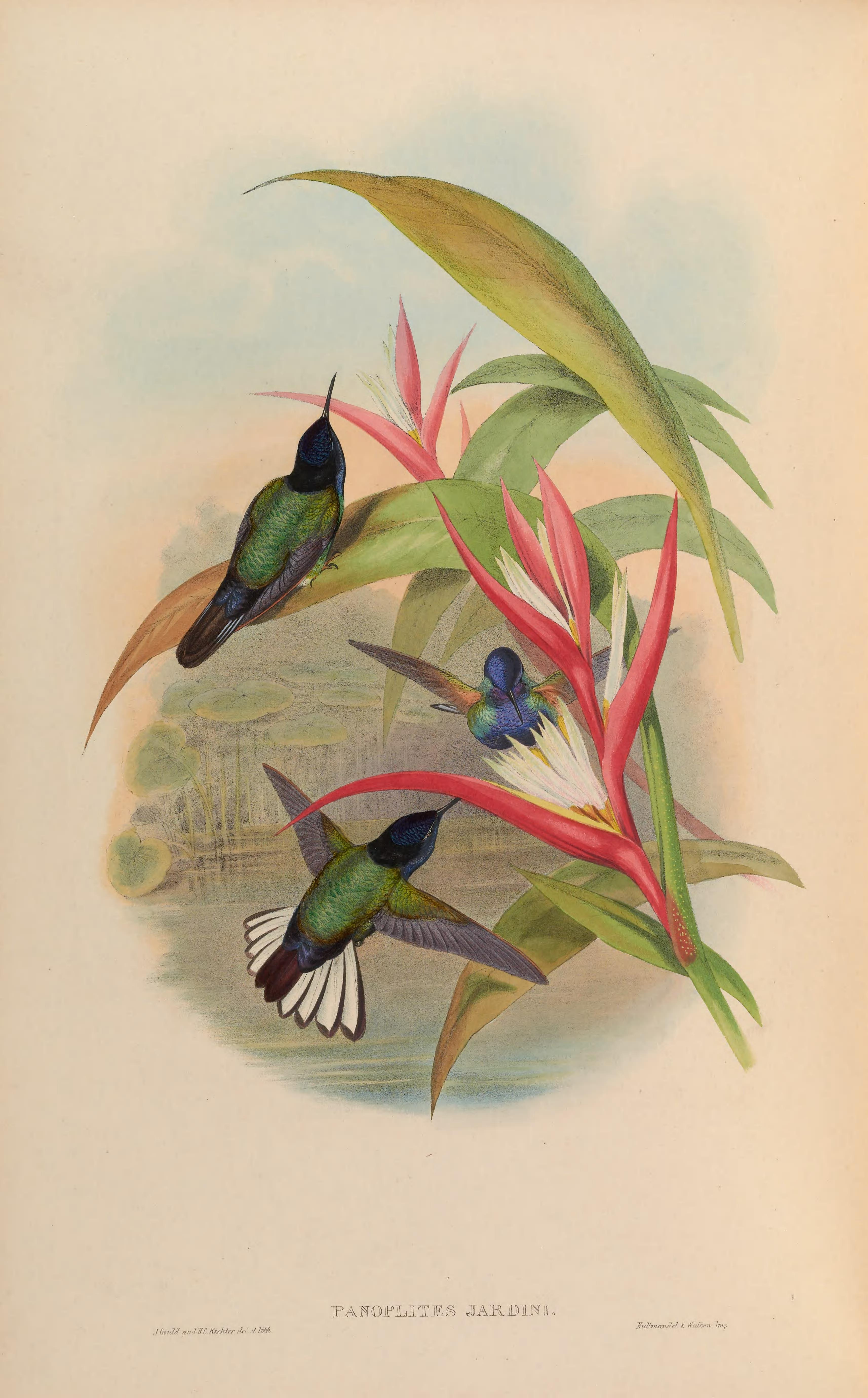
Пурпурові колібрі-коронети

Довжина птаха становить 11-12,7 см, вага 8-8,5 г. У самців голова окасамитово-чорна, на тімені пурпурово-синя пляма. Решта верхньої частини тіла синьо-зелена, блискуча. Горло оксамитово-чорне, груди і живіт синьо-зелені, блискучі, нижні покривні пера крил коричнюваті, помітні в польоті. Центральні стернові пера чорні, решта білі з чорними кінчиками і краями. За очима білі плямки. Дзьоб короткий, прямий, чорний, довжиною 18 мм. Самиці мають дещо більш тьмяне забарвлення, ніж самці, пера на грудях і животі у них мають охристі або сірувато-коричневі краї.

## Поширення і екологія
Пурпурові колібрі-коронети мешкають на західних схилах Анд на крайньому південному сході Колумбії і Еквадорі (на південь до Пічинчи). Вони живуть у вологих гірських і хмарних тропічних лісах, на узліссях і у вологих чагарникових заростях. В Колумбії зустрічаються переважно на висоті від 350 до 2200 м над рівнем моря, переважно на висоті понад 1200 м над рівнем моря, в Еквадорі на висоті від 800 до 1700 м надд рівнем моря.
Пурпурові колібрі-коронети живляться нектаром квітів, яких шукають в усіх ярусах лісу, а також комахами, яких ловлять в польоті. Захищають кормові території. При живленні птахи чіпляються лапами за суцвіття. Сезон розмноження у пурпурових колібрі-коронетів триває з січня по березень, іноді по вересень. Гніздо чашопоідбне, робиться з моху і лишайників, розміщується на горизонтальній гілці дерева або в розвилці між гілочками. В кладці 2 яйця.